# Abdelhafid Tasfaout
Abdelhafid Tasfaout (ur. 11 lutego 1969 w Oranie) – algierski piłkarz. Występował na pozycji pomocnika.

## Kariera
Abdelhafid Tasfaout w trakcie swojej kariery występował w takich zespołach jak: ASM Oran, MC Oran, AJ Auxerre, EA Guingamp i Al-Rajjan SC.
Był kapitanem reprezentacji Algierii przez pięć lat. Podczas Pucharu Narodów Afryki 2002 doznał zagrażającego życiu urazu głowy. Wielu jego kolegów z drużyny poważnie obawiało się o zdrowie Tasfaouta, jednakże powrócił on do zdrowia. W sumie w drużynie narodowej rozegrał 64 spotkania, w których zdobył 32 bramki.